# Chung Fat
Chung Fat (鍾發, né le 2 décembre 1953) est un acteur, chorégraphe, producteur et réalisateur hongkongais étant principalement apparu dans des films d'arts martiaux et de jiangshi.

## Biographie
Chung Fat, d'ethnie Han, est un disciple de Madame Fan Kuk-fa de l'école de l'opéra de Pékin.
Durant son adolescence, il pratique la boxe de la mante religieuse avec Lam Ching-ying, sous la direction de Madame Fok. Il devient habile dans une grande variété d'armes et de techniques d'arts martiaux.
Il débute au cinéma dans Opération Dragon (1973) avec Bruce Lee, déclarant : « Vous avez besoin de milliers de figurants, dont certains doivent être expert en arts martiaux, Lam Ching-ying était le type qui avait l'occasion d'embaucher ce genre de figurants ». Chung Fat joue le petit rôle d'un gardien de sécurité de l'île qui est pendu à la fin.
Grâce à son apparition dans ce film, il entre dans l'industrie cinématographique et joue surtout dans des films de jiangshi. Il n'a que trois rôles principaux dans toute sa carrière et est souvent cantonné à des rôles de méchants principaux ou secondaires. Il travaille également comme metteur en scène, chorégraphe et planificateur.
Il collabore très longtemps avec Jackie Chan et Sammo Hung. Au XXIe siècle, il n'apparaît quasiment plus au cinéma, faisant principalement de la publicité. Cependant, en 2013, le réalisateur Juno Mak l'invite à revenir au grand écran pour son nouveau film de jiangshi, Rigor Mortis,.

## Filmographie
- Opération Dragon (États-Unis, 1973)
- Chinese Hercules (1973)
- The Tournament (1974)
- The Shaolin Plot (1977)
- Le Moine d'Acier (1977)
- Last Strike (1977)
- Tout pour le kung fu (1977)
- Bruce Li - The Invincible (1978) [caméo]
- Le Jeu de la mort (1972/1979)
- Enter the Fat Dragon (1978) [caméo]
- Dirty Tiger, Crazy Frog (1978)
- Warriors Two (1978)
- The Incredible Kung Fu Master (1979)
- Le Maître intrépide (1979)
- Odd Couple (1979) [caméo]
- His Name is Nobody (1979)
- Crazy Partner (1979)
- Le Héros magnifique (1979)
- Death Duel of Kung Fu (1979)
- The Victim (1980) [caméo]
- By Hook or by Crook (1980)
- Two Toothless Tigers (1980)
- Two Fists Against the Law (1980)
- L'Exorciste chinois (1981)
- The Phantom Killer (1981)
- Prodigal Son (1982)
- To Hell with the Devil (1982) [caméo]
- The Dead and the Deadly (1983)
- Zu, les guerriers de la montagne magique (1983)
- The Trail (1983)
- Le Gagnant (1983)
- Pom Pom (1984)
- Le Retour de Pom Pom (1984)
- Mr Boo contre Pom Pom (1985)
- Those Merry Souls (1985)
- Le Flic de Hong Kong 2 (1985)
- First Mission (1985)
- Yes, Madam (1985)
- Shanghaï Express (1986)
- Rosa (1986)
- Le Retour de Mr. Vampire (1986)
- Magic Crystal (1986)
- Une Flic De Choc (1986) [caméo]
- Eastern Condors (1987)
- New Mr. Vampire (1987)
- The Haunted Cop Shop (1987)
- Dragons Forever (1988)
- Chaos by Design (1988)
- Three Against the World (1988)
- Spooky, Spooky (1988)
- 18 Times (1988)
- Miss Magic (1988)
- Shy Spirit (1988)
- Mr. Vampire 4 (1988)
- The Blonde Fury (1989)
- Pedicab Driver (1989)
- Vampire Buster (1989)
- Ghost Busting (1989)
- The Revenge of Angel (1990)
- Mortuary Blues (1990)
- Justice sans sommation (1990)
- The Spooky Family (1990)
- Pantyhose Hero (1990)
- Stage Door Johnny (1990)
- My Neighbours are Phantoms (1990)
- Spiritual Trinity (1991)
- The Gambling Ghost (1991)
- Liu Jai Home for the Intimate Ghosts (1991)
- Ghost Killer (1992)
- Pretty Ghostress Story (1992)
- Behind The Curtain (1992)
- Crime Story (1993)
- Claws of Steel (1993)
- The 13 Cold-Blooded Eagles (1993)
- Beauty Investigator (1993)
- Ghost's Love (1993)
- Deadful Melody (1994)
- The Lady Punisher (1994)
- The Hunted Hunter (1997)
- Leopard Hunting (1998)
- Faces of Horror (1998)
- White Storm (2000) [producteur]
- Sworn Revenge (2000) [producteur]
- Bloody Secret (2000) [producteur]
- Nothing is Impossible (2006)
- Rigor Mortis (2013)